# Andrzej Chwalba

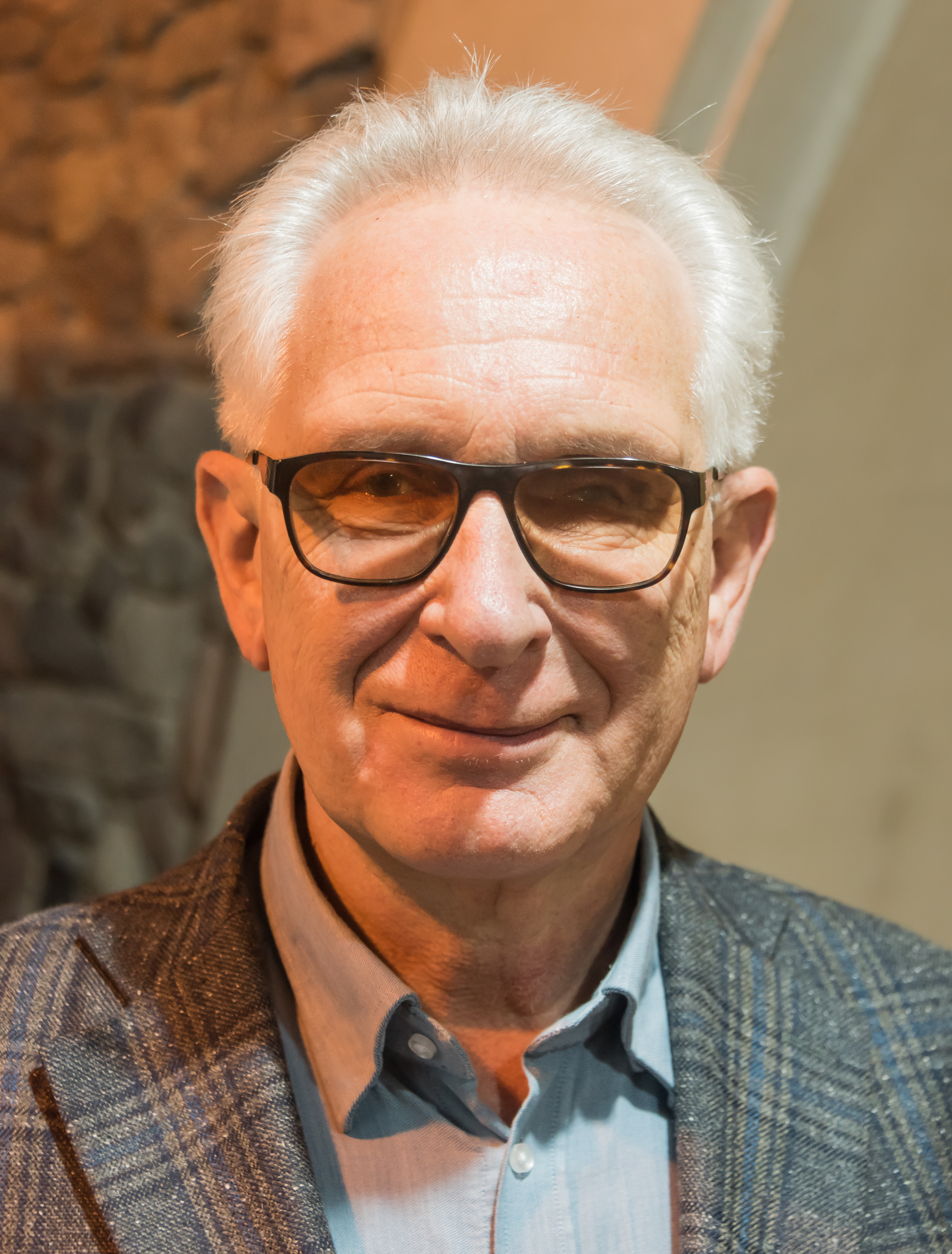
Andrzej Chwalba

Andrzej Chwalba (* 1. Dezember 1949 in Częstochowa) ist ein polnischer Historiker.
Chwalba lehrt an der Krakauer Jagiellonen-Universität Geschichte. Tätigkeitsschwerpunkte sind polnische und europäische Geschichte.

## Werke
- Historia Polski. 1795–1918 (= Historia Polski. Bd. 3). Wydawnictwo Literackie, Krakau 2000, ISBN 83-08-03053-X (dt. Rezension).
- als Herausgeber: Polen und der Osten. Texte zu einem spannungsreichen Verhältnis (= Denken und Wissen. Eine Polnische Bibliothek. Bd. 7). Suhrkamp, Frankfurt am Main 2005, ISBN 3-518-41731-2 (Ankündigung).
- Kurze Geschichte der Dritten Republik Polen 1989 bis 2005 (= Veröffentlichungen des Deutschen Polen-Instituts Darmstadt. Bd. 26). Harrassowitz, Wiesbaden 2010, ISBN 978-3-447-05925-1.